# ماسیمو
ماسیمو یک نام کوچک است. افراد شاخص با این نام از این قرارند: 
- ماسیمو کریپا
- ماسیمو دالما
- ماسیمو لونگو
- ماسیمو اوددو
- ماسیمو پیلیوچی
- ماسیمو رانیری
- ماسیمو ترویسی